# Mount Zion, Georgia
Mount Zion är en ort i Carroll County i delstaten Georgia, USA.